# 惟成親王
惟成親王（これなりしんのう）は、南北朝時代から室町時代にかけての南朝の皇族・禅僧。後村上天皇第三皇子であり、長慶天皇と後亀山天皇の弟と推定される。官位は二品・中務卿。後に出家して、道号は梅隠（ばいいん）、法諱は祐常（ゆうじょう）という。近年の小川剛生の研究によれば、南朝末期に後亀山天皇の東宮（皇太弟）に立ち、南北朝合一後に護聖院宮家を興して、その初代親王になったとする説が有力である。護聖院宮の項目も参照のこと。

## 経歴
親王宣下を蒙り、文中3年/応安7年（1374年）三品に叙されたというが、具体的な経歴は不明。天授元年/永和元年（1375年）には大宰帥、弘和元年/永徳元年（1381年）には式部卿であり、程なく二品中務卿に至った。元中9年/明徳3年（1392年）南北朝合一の際に帰洛した南朝君臣らの中に見える「三宮、御鎧直垂」とは、惟成親王のことであろう。応永10年（1403年）頃までに出家し、臨済宗法燈派に属して梅隠祐常と号する。初め鎌倉へ下向して書記の職を掌り（寿福寺か）、後に上洛して建仁寺に一時在籍したが、やがて美濃へ下向して霊薬山正法寺の信中自敬に師事し、寺内に「樵斎」を構えて隠居した。応永30年（1423年）3月3日に薨去。
南朝歌壇では、自邸で探題歌会を主催した他、天授元年（1375年）の『五十番歌合』『五百番歌合』に出詠した。『新葉和歌集』には6首が入集する。
子の成仁王は南朝にて親王となり、南北朝合一後は越前国に住んでいたが、応永16年（1409年）11月に僧侶として醍醐寺の地蔵院に入室したという。翌年、成仁は地蔵院の聖快の下で伝法灌頂を受けたとある（『伝法灌頂雑記』応永17年3月27日条）。その記録の中で成仁は深勝親王の弟子で杲尊親王の附弟になったと記されている。更に成仁は南朝で親王宣下を受けていたにも関わらず、後小松天皇の意向で「無官之竹園之儀」によって儀式が行われたとある。深勝・杲尊は共に常盤井宮恒明親王の子であるが、現在の『本朝皇胤紹運録』には親王宣下の事実は伝えられていない（そもそも杲尊は他史料から実在は確認できるが『本朝皇胤紹運録』には記載されていない）。このため、成仁らは南朝において親王宣下を受けた皇族で、南北朝合一後に北朝から宣下の事実を否認されたとみられる。